# Comuna Jukiv, Tlumaci
Jukiv (în ucraineană Жуків) este o comună în raionul Tlumaci, regiunea Ivano-Frankivsk, Ucraina, formată din satele Jukiv (reședința) și Oleșciîn.

## Demografie
Componența lingvistică a comunei Jukiv
     Ucraineană (99,78%)
     Alte limbi (0,22%)
Conform recensământului din 2001, majoritatea populației comunei Jukiv era vorbitoare de ucraineană (99,78%), existând în minoritate și vorbitori de alte limbi.